# António de Medeiros e Almeida
António de Medeiros e Almeida ComC • GOMAI • GCMAI • OB • ComB • OBE (Lisboa, São Mamede, 17 de Setembro de 1895 — Lisboa, Pena, 19 de Fevereiro de 1986) foi um empresário, industrial, colecionador e benemérito português. Criou a Fundação Medeiros e Almeida para doar ao país a sua coleção de artes decorativas. 

## Juventude e casamento
António de Medeiros e Almeida nasceu a 17 de setembro de 1895 na rua do Salitre (nº 405), em Lisboa, filho primogénito de João Silvestre de Almeida (1866 –1936) e de sua mulher Maria Amélia Tavares Machado de Medeiros (1870 –1952), ambos naturais da ilha de São Miguel nos Açores. 
Criado num ambiente de prosperidade, António Medeiros e Almeida, vai frequentar na instrução primária, a Escola Académica. Mais tarde, passará pelo Liceu Central da Lapa em Lisboa, que veio a dar origem ao Liceu Pedro Nunes e pelo Liceu Passos Manuel.

AMA com Pais e irmão Gustavo

Acabado o liceu, em 1915, inscreve-se na Faculdade de Medicina de Lisboa. No ano seguinte pede transferência para Coimbra, onde também irá cumprir o serviço militar. 
Após ter concluído o terceiro ano de medicina, a atração pelos negócios fá-lo desistir do curso e viajar para a Alemanha para um período de experiência empresarial, regressando a Lisboa um ano mais tarde.
No dia 23 de junho de 1924 casa-se com Margarida Rita de Jesus de Castelbranco Ferreira Pinto Basto (1898 –1971) e instala-se nº 134, na mesma rua onde nascera, a rua do Salitre. O casal partiu para a lua de mel num dos seus carros desportivos um Farman Super Sport Torpedo de 1922, trajados a rigor.

## Os negócios

### Automóveis
Em 1921 compra, a meias com um amigo, o seu primeiro automóvel, um Morris Cowley. Apaixonado por carros, participa em algumas provas automobilísticas, nomeadamente no circuito da Rampa da Pimenteira.
Mostrando grande empreendedorismo, António Medeiros e Almeida decide apostar na importação de automóveis, atividade ainda pouco desenvolvida em Portugal. Para tal estabelece contactos com o fabricante inglês, William Morris (1877 – 1963) ao qual solicitou a consignação dos primeiros automóveis para iniciar o negócio. Tendo apreciado que o jovem empreendedor empenhasse a sua palavra como garantia, Morris deu-lhe um voto de confiança e, em 1923, tornou-se importador para Portugal das marcas Morris, Wolseley e Riley abrindo um stand - A.M. Almeida Lda. - na rua da Escola Politécnica 39-39A, em Lisboa. A partir de 1926, a empresa passou a importador exclusivo para Portugal da Morris Motors Ltd. 

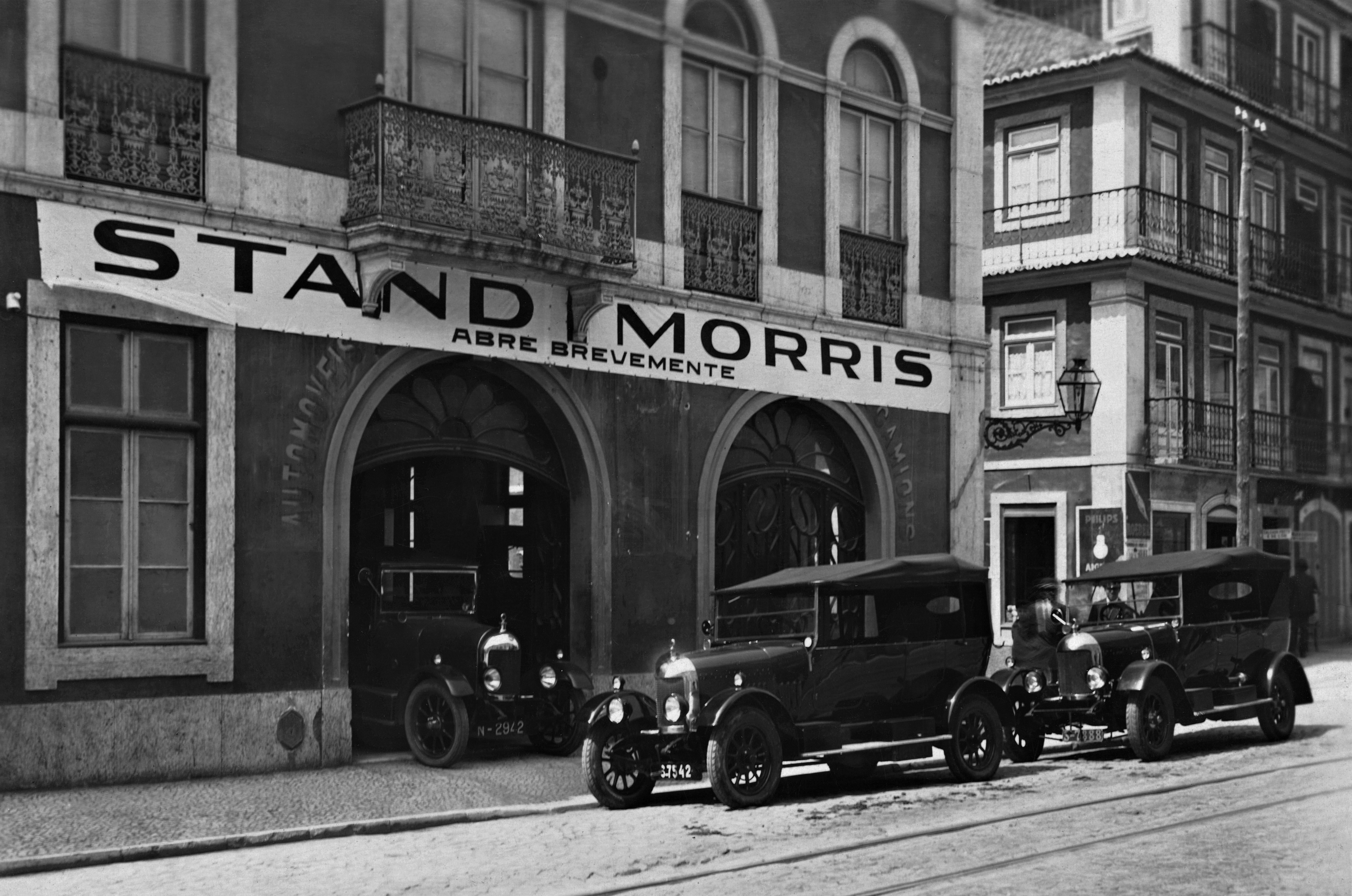
A.M.Almeida - Rua Escola Politécnica 39-39A - c.1923.

Numa primeira fase, o negócio não correu exatamente como o empresário esperava já que os carros ingleses dificilmente resistiam às estradas de paralelepípedos portuguesas, porém, a partir de 1932, com o envio para Portugal do modelo Morris Ten com as suspensões reforçadas, as vendas dispararam e o negócio prosperou.
Em 1955, a A.M. Almeida é dissolvida tendo sido substituída por outra firma com o mesmo nome, alargada, agora a outros sócios e com o objetivo de importar outros carros. Na nova empresa, António Medeiros e Almeida, interessado agora noutros voos, já não é a figura de proa, mantendo-se, no entanto ligado ao negócio: “…em 1955 vendi a minha fração na firma A.M. Almeida por mim criada, e posso dizer que o negócio dos automóveis foi o indicador e promotor do que é hoje a Fundação Medeiros e Almeida.”
Mais tarde, em 1962, será um dos responsáveis pela criação da fábrica de automóveis Citröen, em Mangualde, de que virá a ser presidente do conselho de administração.

### Aero Portuguesa
Entusiasta da velocidade, da tecnologia e da modernidade, António Medeiros e Almeida foi também um pioneiro da aviação civil. 
Em 1941, no âmbito de administrador delegado da Bensaúde é um dos cinco investidores açorianos que apostam na criação da Sociedade Açoriana de Estudos Aéreos Limitada (SAEAL), com o objetivo de explorar as ligações aéreas entre Lisboa e o arquipélago, mais tarde a SATA. 

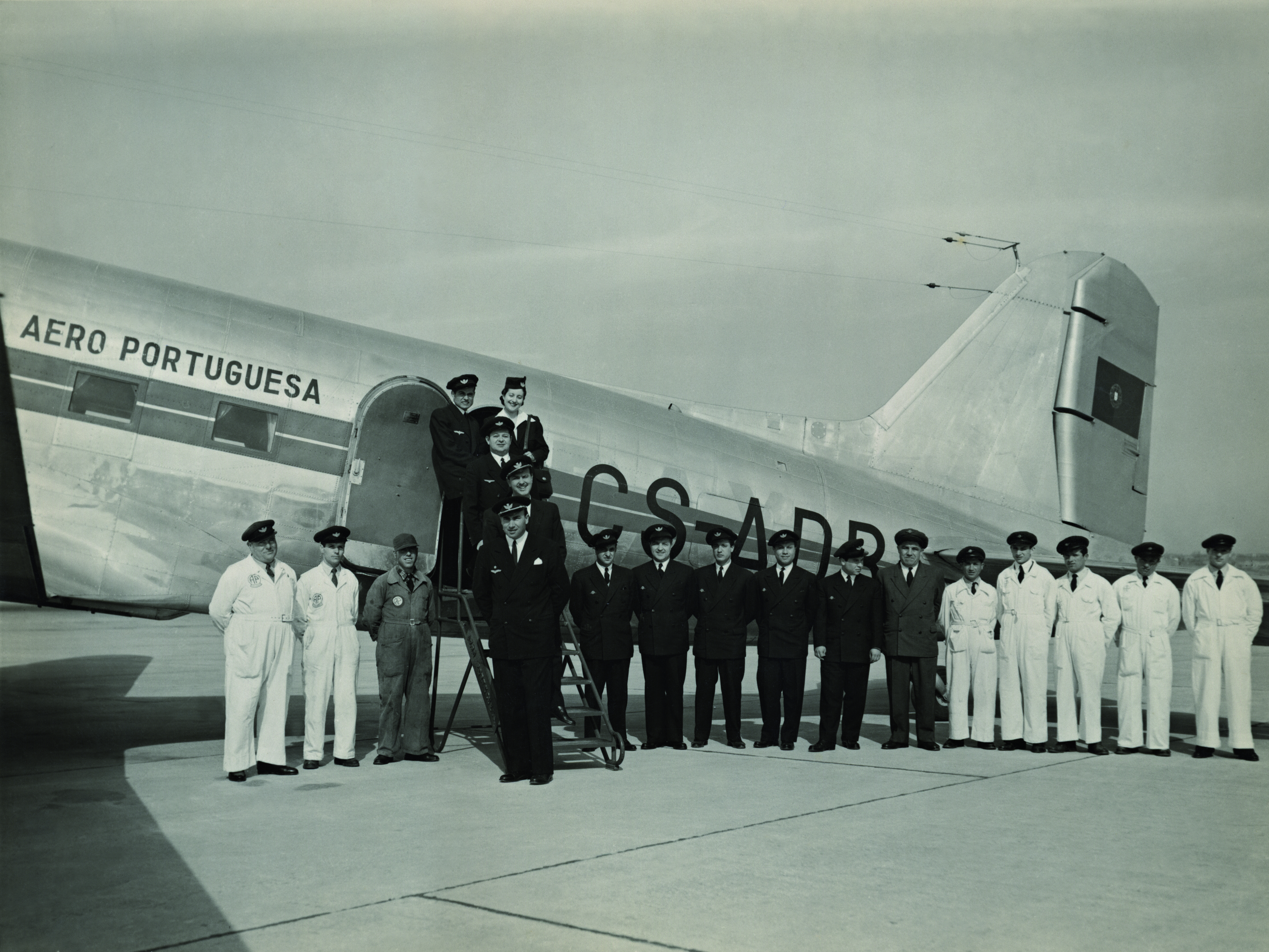
AeroPortuguesa - tripulações Lockheed Lodestar CS-ADB

Em maio de 1948, compra a totalidade da Aero Portuguesa, uma companhia aérea de transporte regular, fundada em 1934 pelo Comandante João Júdice de Vasconcelos em sociedade com a Air France, que então se debatia com dificuldades. 
Numa primeira fase, continua a fretar um aparelho DC3 à Air France para fazer a carreira regular para Tânger e Casablanca. Ciente da qualidade do avião, vai a Paris para o comprar, porém, alegando falta de aeronaves, a Air France começa por recusar, mas Medeiros e Almeida não desiste e oferece 38 mil dólares, quantia irrecusável numa Europa devastada pela guerra.
Após a compra, manda instalar, pela primeira vez em Portugal, música no avião e colocar vidros azuis, para que os passageiros pudessem usufruir da vista sem serem incomodados pelo sol. Apostado em elevar ao máximo a segurança e o conforto dos seus passageiros, Medeiros e Almeida contrata também pela primeira vez uma tripulação completa, ou seja, piloto, copiloto, mecânico, telegrafista e uma assistente de bordo.
Apesar da alta rentabilidade da sua companhia, Medeiros e Almeida, em 1953 é integrada na TAP, criada em 1945. Para tal, impôs uma única condição: que os seus funcionários fossem todos integrados nesta empresa. Enquanto um dos principais acionistas desta companhia é nomeado em 1955, pelo governo, presidente da Assembleia Geral da TAP, cargo que deterá até 1960, altura em que decide sair e transferir o capital que aqui detinha para a SATA.

### Açores – Álcool, Açúcar, Bensaúde & C. ª

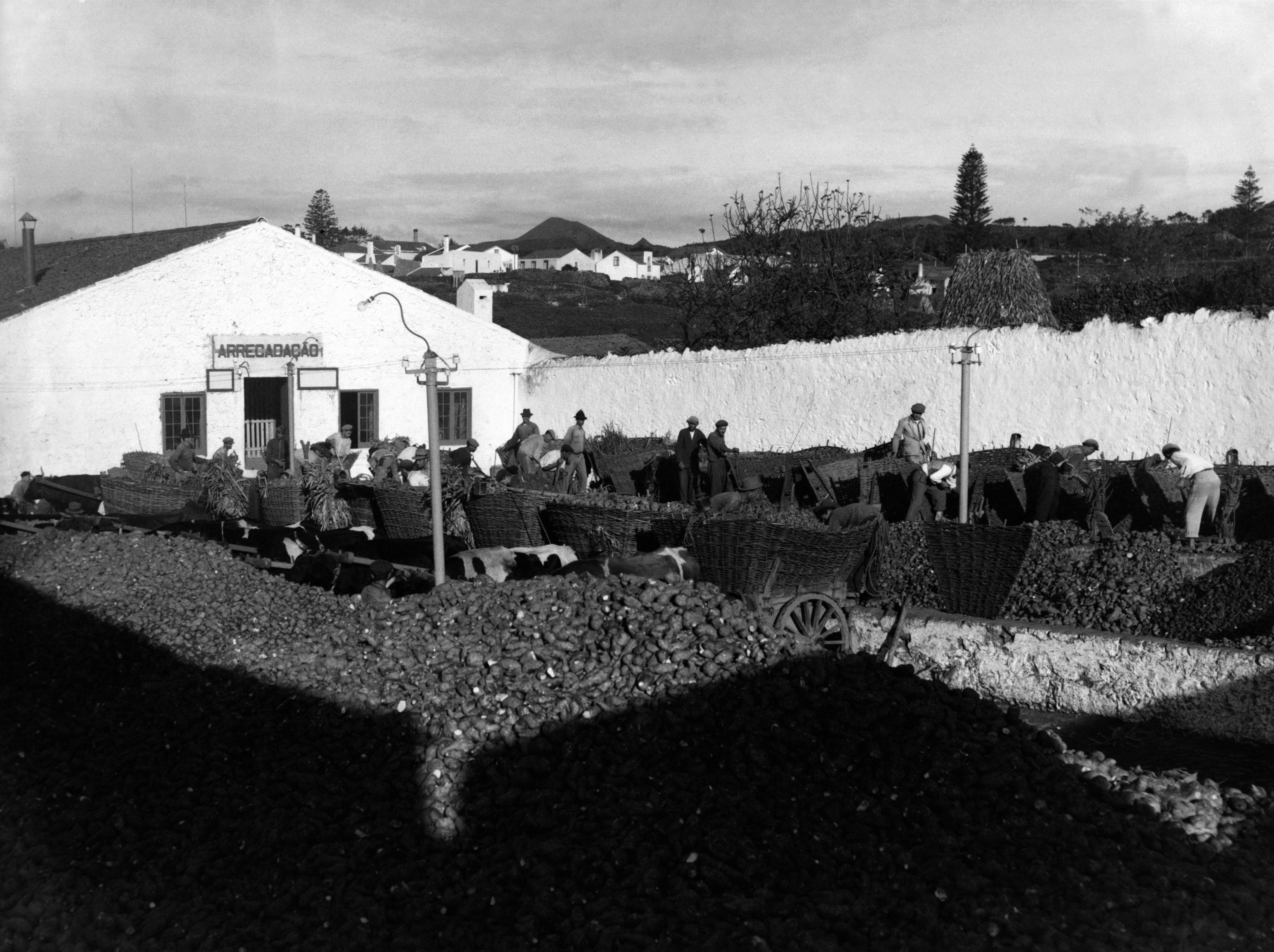
Transporte beterraba sacariana, Fábrica Santa Clara, Açores

Em inícios dos anos 40, António Medeiros e Almeida era já um prestigiado homem de negócios, que geria com sucesso a sua firma de automóveis e os negócios açorianos herdados por morte do pai, em 1936, entre eles a participação na União das Fábricas Açorianas de Álcool (UFAA), unidades fabris que produziam álcool industrial e açúcar a partir do melaço da beterraba sacarina. Em 1967 o empresário funda a SINAGA - Sociedade de Indústrias Agrícolas Açoreanas SARL, que possuía dua fábricas na ilha de São Miguel, a de Santa Clara (açúcar) e da Lagoa (álcool), sendo Presidente do Conselho de Administração até à morte.

### Bensaúde & C. ª
No âmbito da ligação empresarial com o arquipélago dos Açores, lidava de perto com Vasco Elias Bensaúde (1896 - 1967), dono da Bensaúde & C. ª, um grupo empresarial fundado em 1820, com o qual a família Medeiros e Almeida tinha negócios em conjunto. O espectro de uma invasão da Alemanha no período da Segunda Guerra Mundial, leva Vasco Bensaúde, de origem judaica, a oferecer sociedade a António Medeiros e Almeida. Em 1941transferiu, provisoriamente, a totalidade da empresa familiar para o amigo, que assumiu o papel de sócio-gerente da empresa. No final da guerra as participações foram restituídas aos seus proprietários e mais tarde, em 1965, Medeiros e Almeida pedirá a Vasco Bensaúde que lhe encontre um substituto para se poder desligar desta sociedade e dedicar-se à transformação da sua casa em museu. A separação da Bensaúde & C. ª só se concretizará, porém, em 1967 após a morte de Vasco Bensaúde.

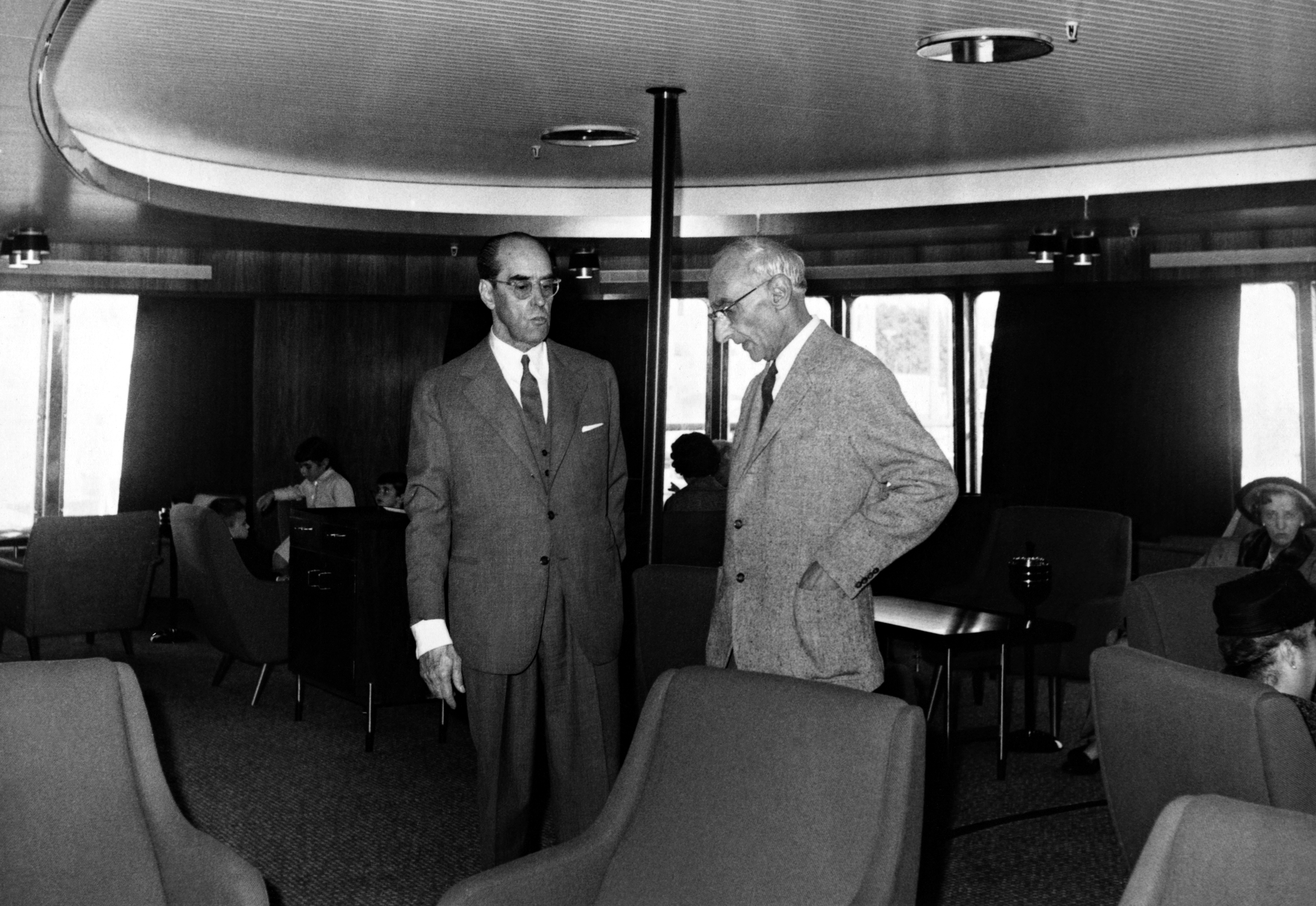
AMA e Vasco Bensaude

Durante os vinte seis anos em que esteve à frente dos destinos deste empório açoriano, Medeiros e Almeida foi o responsável pelo crescimento económico da firma, conseguindo a proeza de gerir em simultâneo: “… vinte e uma empresas, todas a darem lucro”. 
Entre estas contavam-se a Sociedade Açoriana de Transportes Aéreos (SATA), o Banco Micaelense, a Companhia de Seguros Açoreana, a Fuel Oil Station, a J.H. Ornelas & C. ª, a Mutualista Açoriana, a Varela & C. ª e a Sociedade de Carvão e Fornecimentos do Faial. A ele se ficou a dever o salto em frente do aeroporto da ilha de Santa Maria, inaugurado oficialmente em 1945, com a construção de 19 tanques de armazenamento de combustível e a contratação de pessoal técnico.

### Hotelaria
Em 1952, Oliveira Salazar, achando que faltava a Lisboa um grande hotel de categoria internacional, pede a Ricardo do Espírito Santo Silva que o ajude na criação de uma unidade de luxo na capital. 

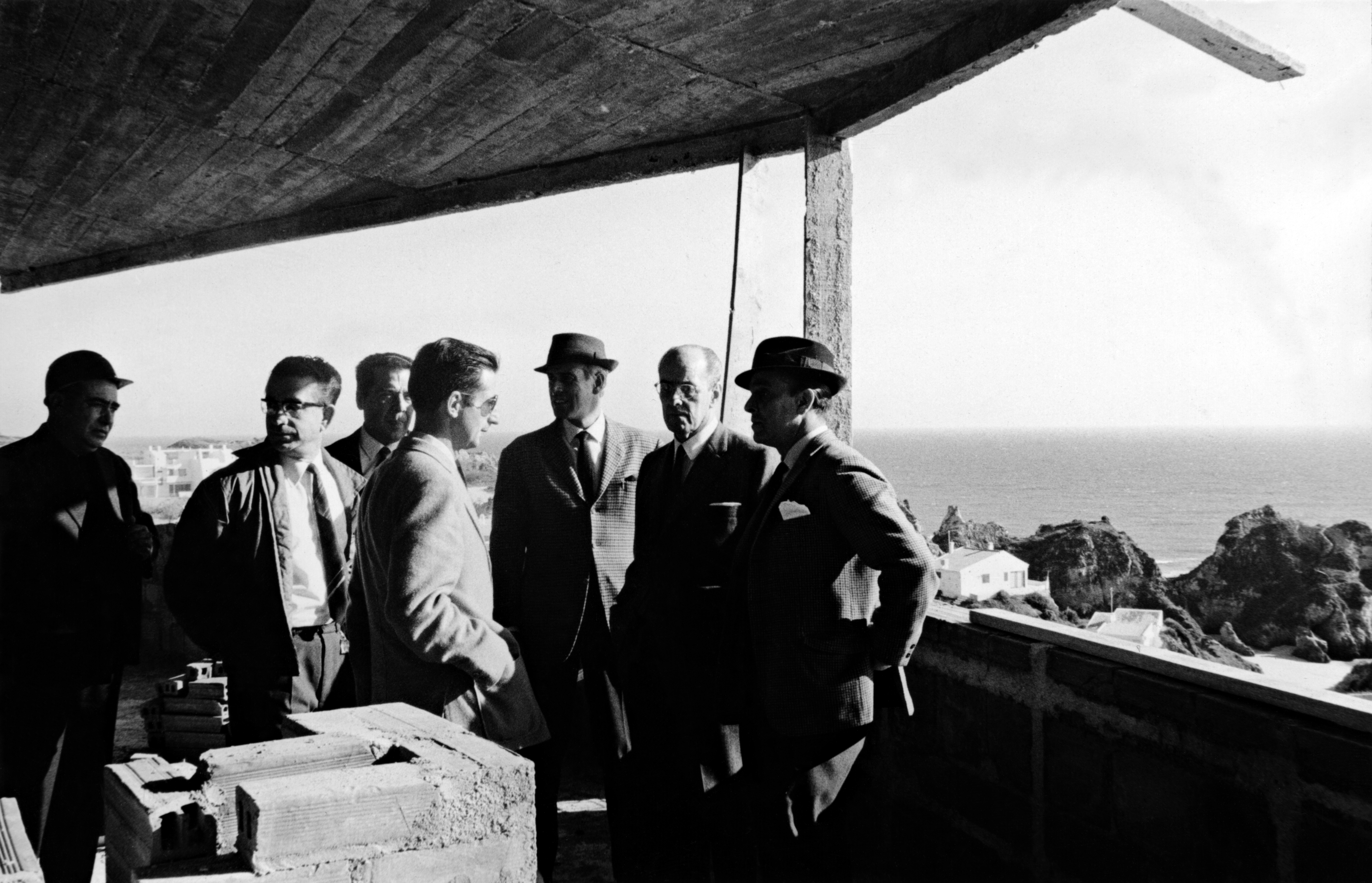
Construção Hotel Alvor

Para levar a bom termo esta incumbência, o banqueiro começa por se associar a Manuel Queiroz Pereira. Em seguida, convidam os principais banqueiros e industriais portugueses a juntarem-se a eles: António Medeiros e Almeida, Vasco Bensaúde, Manuel de Mello, António Manuel de Almeida, Caetano Sanguinetti Beirão da Veiga, Manuel Cordo Bulhosa e José Eduardo de Barros Guedes de Sousa. Alguns meses depois do pedido do Presidente do Conselho, era registada, 28 de agosto de 1953, a sociedade SODIM.
O arquiteto escolhido foi Porfírio Pardal Monteiro, que trabalhará com outros arquitetos no projeto nomeadamente Jorge Ferreira Chaves. 
Medeiros e Almeida é ainda sócio do Grupo CUF na SALVOR Sociedade de Investimento Hoteleiro S.A.R.L., empresa constituída em 1963 e responsável pela construção do Hotel Alvor no Algarve, empreitada entregue ao Arq. Carlos Ramos (1897-1969).

## Condecorações

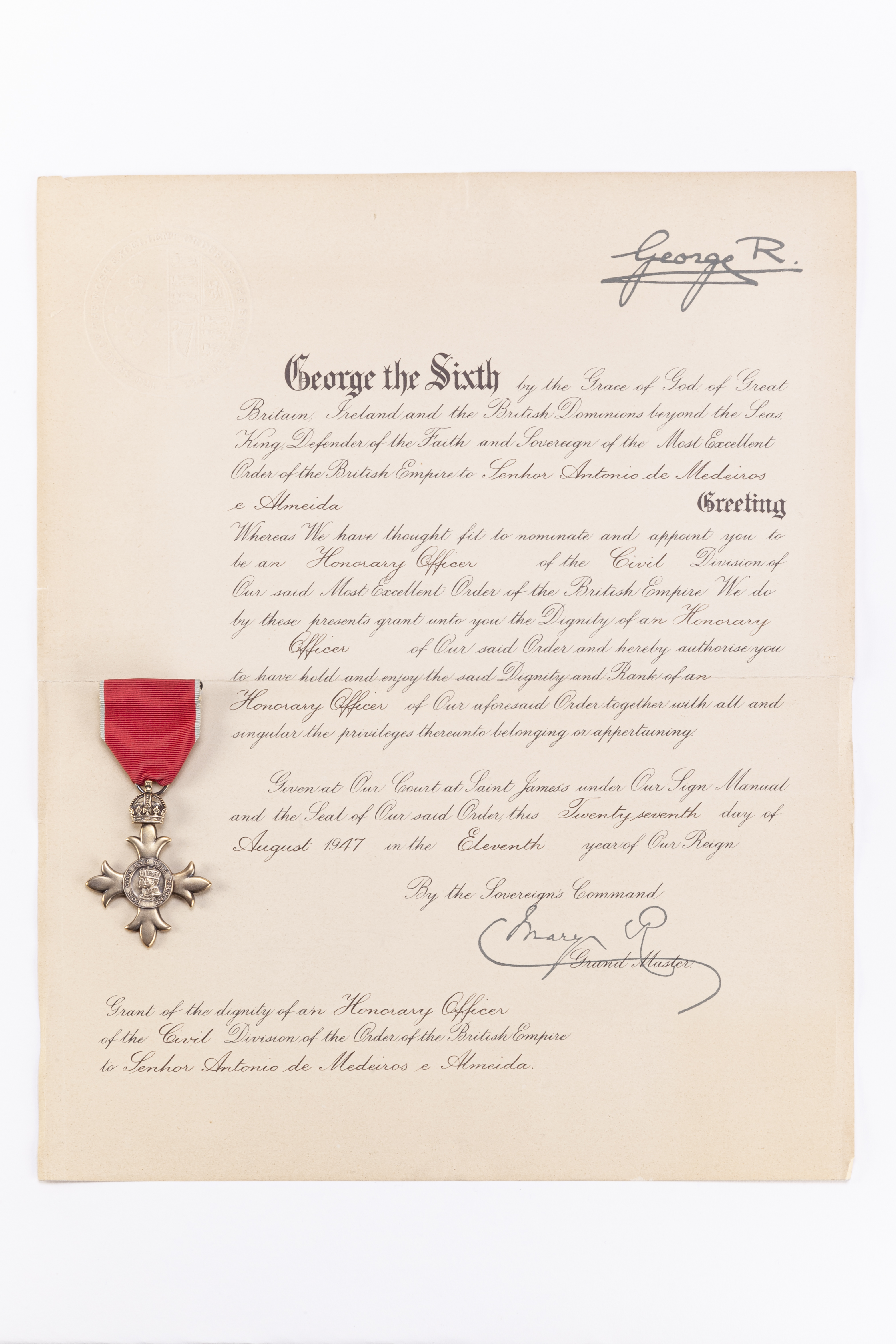
Atribuição Order Bristish Empire - António de Medeiros e Almeida

Durante a Segunda Guerra Mundial, António Medeiros e Almeida, torna-se amigo pessoal de Ronald Hugh Campbell (1883-1953), o embaixador britânico em Lisboa entre 1941 e 1947. Nesse período ajuda, por diversas vezes, o seu amigo diplomata a gerir as tensões que surgiram entre Winston Churchill e Oliveira Salazar por ocasião das negociações da cedência de uma base nos Açores ao governo de Sua Majestade. Paralelamente, Medeiros e Almeida vai facilitar, aos Aliados, a utilização dos terminais portuários açorianos da Companhia Insulana de Navegação, bem como o abastecimento de combustíveis e a reparação dos seus navios.
Em 1947, em reconhecimento da sua atuação, durante este conturbado período da Segunda Guerra, o rei Jorge VI condecora António Medeiros e Almeida, com o grau de Oficial da Divisão Civil da Ordem do Império Britânico – Order of the British Empire.
Em junho de 1951 Medeiros e Almeida recebe a ordem francesa do Mérito Comercial - Mérite Commercial et Industriel –, pelo seu papel na Confederação do Linho e do Cânhamo (Confédération Internationale du Lin et du Chanvre).
António de Medeiros e Almeida morre em fevereiro de 1986, a poucos meses de completar 91 anos. Deixou como legado uma instituição cultural de referência nacional e internacional, reflexo também de uma vida empresarial bem-sucedida.

### Condecorações Nacionais
- ComC - Comendador da Ordem Militar de Cristo (1941) – enquanto gerente da firma Bensaúde & C.ª
- OB - Oficial da Ordem da Benemerência (1941); (hoje Ordem do Mérito) - enquanto Diretor-Adjunto do Serviço dos Transportes da Mocidade Portuguesa
- ComB - Comendador da Ordem da Benemerência (1959);
- GOMAI - Grande Oficial da Ordem do Mérito Agrícola e Industrial - Classe do Mérito Industrial (1962)
- GCMAI - Grã-Cruz da Ordem do Mérito Agrícola e Industrial (1969) - enquanto Presidente da Fundação Salazar

### Condecorações Internacionais
- OBE - Honorary Officer of the Civil Division of the Most Excellent Order of the British Empire (1947) – Inglaterra

- OMC - Officier Ordre du Mérite Commercial (1951) - França

## A Casa-Museu
Em 1943, António Medeiros e Almeida adquire um palacete de gaveto com frente para a Rua Rosa Araújo e entrada pela Rua Mouzinho da Silveira nº6. O novo proprietário contrata o arquiteto Carlos Ramos para fazer as remodelações necessárias à sua instalação. Como já cedera a sua casa da Rua do Salitre ao novo inquilino, o casal Medeiros e Almeida instala-se no Hotel Aviz, onde habita até à conclusão da obra em 1946. Muda-se para a nova casa nesse mesmo ano onde reside até 1971, quando decide transformar a sua casa num museu.  O casal muda-se então, para uma moradia contígua, obra do Arq. Miguel Ventura Terra (amigo dos pais Medeiros e Almeida), que, entretanto, comprara.

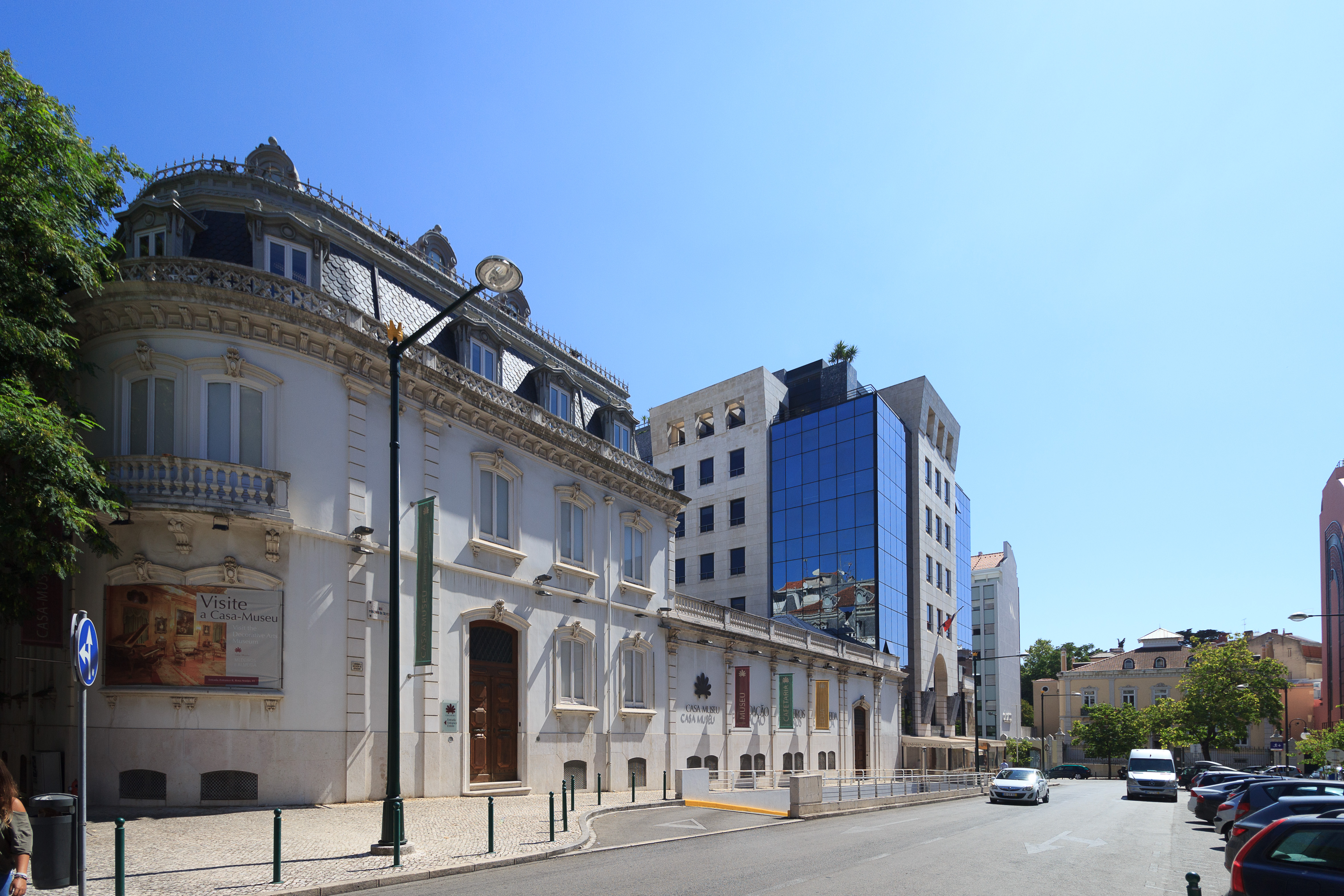
Casa Museu António Medeiros e Almeida

Com o intuito inicial de decorar a sua nova residência, Medeiros e Almeida adquire peças em antiquários portugueses e estrangeiros assim como em leiloeiras nacionais e internacionais convertendo-se, com o passar do tempo, num apaixonado colecionador de artes decorativas. Ao longo de toda a vida, não parou de aumentar a coleção: "Desde os meus vinte anos, isto é, desde 1915, comecei a interessar-me por antiguidades, que passei a adquirir a partir dos meus 30 anos e quando as minhas posses o permitiam (…)”
Sem descendentes e ciente que a sua coleção de arte tinha atingido um patamar de grande qualidade, a partir de meados dos anos 60, o casal Medeiros e Almeida acalenta a ideia de criar um Museu para garantir a união e conservação do espólio. Para tal, decide doar a própria casa e todo o seu espólio ao país. Em 1968 Medeiros e Almeida começa a implementar o projeto, encomendando ao arquiteto Alberto Cruz (1920-1990) uma ampliação da casa sobre o jardim e a adaptação do edifício a casa-museu que se dota assim de dois espaços distintos num total de 27 salas; a “ala antiga” que foi habitada pelo casal e deixada tal como se encontrava e a “ala nova”, onde se exibem ambientes reconstituídos.
Consciente das metodologias utilizadas em instituições museológicas, em 1971, Medeiros e Almeida contrata uma equipa de técnicos da Fundação Calouste Gulbenkian que procede a uma primeira inventariação das obras (após a morte do fundador, entre 1986-89, o trabalho será continuado em diversas campanhas por técnicos do IPPC – MNAA).  
A obra da casa-museu virá a ser concluída em 1973 pelos arquitetos Frederico George (1915-1994) e José Sommer Ribeiro (1924-2006), encarregando-se este último ainda do projeto de museografia. Quando Medeiros e Almeida morre em 1986, a instalação da Casa-Museu estava concluída. 
De modo a garantir o cumprimento da sua vontade, Medeiros e Almeida cria uma fundação, figura jurídica que lhe permite estabelecer os próprios estatutos. Estes são publicados em Diário da República em agosto de 1972 e legalizados em escritura pública a 21 de fevereiro de 1973. À Fundação dá o seu nome e doa todos os seus bens mobiliários e imobiliários.
Pragmático e consciente de que, na falta de meios financeiros, as suas intenções pudessem ficar comprometidas no futuro, Medeiros e Almeida deixou em testamento as orientações para que a Fundação Medeiros e Almeida pudesse sobreviver com fundos próprios. Para tal, dispôs que se alienassem todas as empresas e que se construísse um imóvel de arrendamento num terreno adjacente à sua casa (gaveto da rua Mouzinho da Silveira com a rua Barata Salgueiro), anteriormente adquirido. O prédio foi concluído em 1992, constituindo até hoje o seu arrendamento, o meio de financiamento por excelência do funcionamento da instituição.
A Casa-Museu Medeiros e Almeida abriu ao público em 1 de junho de 2001 cumprindo as disposições finais de António de Medeiros e Almeida e dotando a cidade de Lisboa e o país com o seu legado, que, disponível ao usufruto de todos, constitui um espaço de fruição cultural de referência nacional e internacional, onde se mantém viva a vida e obra do seu fundador.

## Criação da fundação e morte
Em 1973 criou uma fundação, à qual doou todos os seus bens com o intuito de dotar o país com uma casa-museu.[carece de fontes?]Morreu em Fevereiro de 1986 com 90 anos.[carece de fontes?]